# Leichtathletik-Halleneuropameisterschaften 2017/Teilnehmer (Republik Moldau)
| Gelbes Symbol für Goldmedaillen mit stilisierten Olympischen Ringen | Graues Symbol für Silbermedaillen mit stilisierten Olympischen Ringen | Braundes Symbol für Bronzemedaillen mit stilisierten Olympischen Ringen |
| ------------------------------------------------------------------- | --------------------------------------------------------------------- | ----------------------------------------------------------------------- |
| —                                                                   | —                                                                     | —                                                                       |

Aus der Republik Moldau startete eine Athletin bei den Leichtathletik-Halleneuropameisterschaften 2017 in Belgrad.

## Ergebnisse

### Frauen

#### Sprung/Wurf
| Athletin         | Disziplin   | Qualifikation | Qualifikation | Finale             | Finale             |
| Athletin         | Disziplin   | Weite         | Platz         | Weite              | Platz              |
| ---------------- | ----------- | ------------- | ------------- | ------------------ | ------------------ |
| Dimitriana Surdu | Kugelstoßen | 16,78 m       | 15            | nicht qualifiziert | nicht qualifiziert |